# Felix Mendelssohn Bartholdy
Jakob Ludwig Felix Mendelssohn Bartholdy (Hamburg, 1809. február 3. – Lipcse, 1847. november 4.) német zeneszerző, karmester, zongora- és orgonaművész.

## Élete
Hamburgban született, apja, Abraham Mendelssohn gazdag bankár, a felvilágosodás híres filozófusának, Moses Mendelssohnnak a fia. Szüleinek négy gyermeke közül Felix a második volt. A család 1811-ben Berlinbe költözött, áttért az evangélikus vallásra, és nevét – hogy megkülönböztesse magát a család zsidó valláson maradt ágától – Mendelssohn Bartholdyra változtatta. A gyermeket nívós házitanítók oktatták, például Heyse, az elismert nyelvész. A festésre Rösel tanította, a zenei nevelés Zelter kezében volt. Zongorázni Ludwig Bergertől, hegedülni Eduard Reitztől tanult. A politikai liberalizmus vonzásába került, szellemileg és művészileg egyaránt felvilágosult légkörű családnál megfordult többek közt Heinrich Heine is.

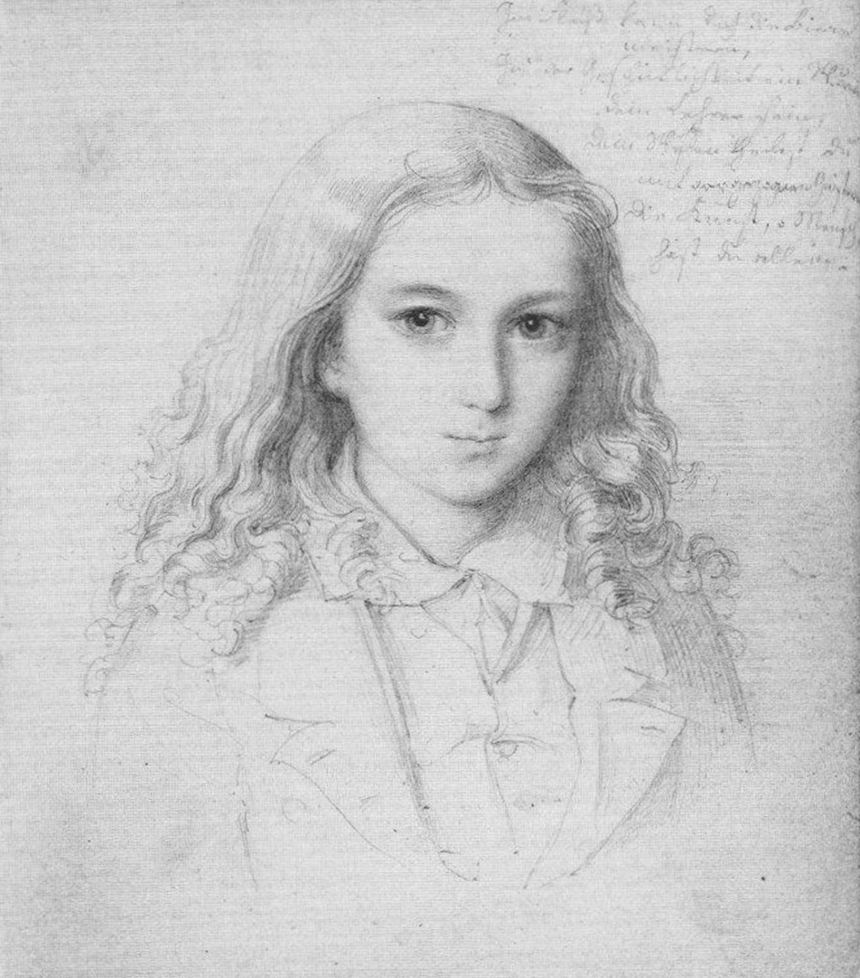
Az ifjú Felix Mendelssohn

Mendelssohn, akit a maga korában gyakran hasonlítottak Mozarthoz, kilencévesen lépett fel először mint zongorista, tizenkét éves korától már rendszeresen komponált. A zene mellett Wilhelm von Humboldt hatására az irodalomban, nyelvekben is jártas lett, mindemellett úszott, vívott, lovagolt. 1825-ben – Cherubini elismerő szavai hatására – eldőlt a sorsa: zeneszerző lesz. Ettől kezdve opus-számmal látta el műveit. A zeneszerzői nyilvántartásban Jakob Mendelssohn Bartholdy néven szerepel. Nővére, Fanny is rendkívüli tehetség volt, zeneszerzéssel is foglalkozott, de akkoriban a nők társadalmi helyzete még nem engedte a „férfias” pályaválasztást.
Tizenhét éves volt, amikor Shakespeare Szentivánéji álom című színdarabjához a nyitányt komponálta. A berlini énekakadémia igazgatója, Goethe barátja révén 1821-ben megismerkedhetett a költőfejedelemmel. A Mendelssohn-ház vasárnapi hangversenyein fedezte fel az abban az időben csaknem elfelejtett Johann Sebastian Bach muzsikáját.
Mendelssohn 1829-ben európai körútra indult. Anglia és Skócia után Weimar (itt találkozott utoljára Goethével), Nürnberg, München, Bécs és Pozsony következett. Ezután Itália ezen városaiba látogatott: Velence, Firenze, Róma, Nápoly. Hosszabb időt töltött Párizsban, majd ismét Angliába utazott. Benyomásait zeneművekben örökítette meg: Olasz és Skót szimfónia, Skót szonáta, Hebridák nyitány stb.

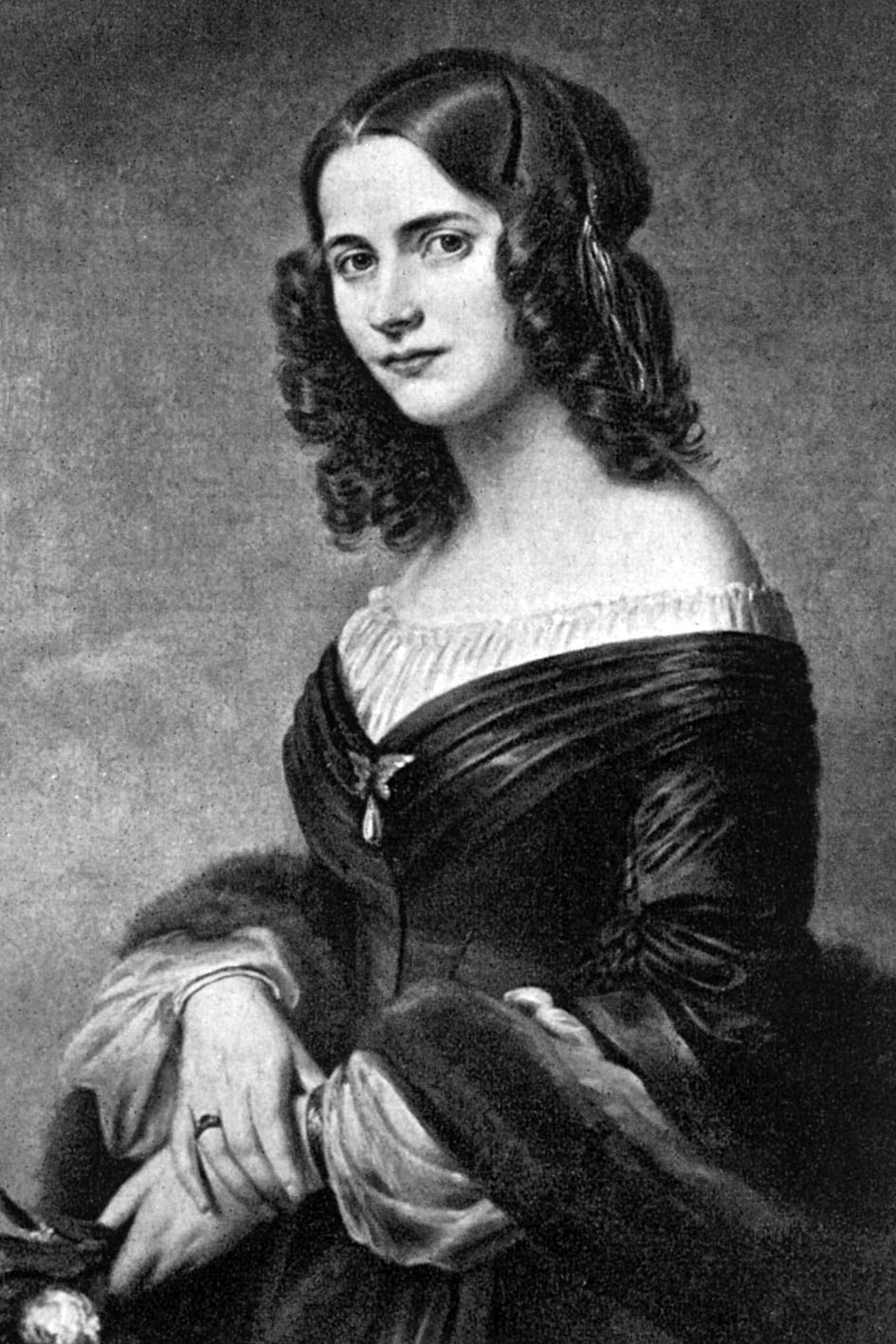
Mendelssohn felesége, Cécile Jeanrenaud

1832-ben tért haza, később Düsseldorfban vállalt városi zeneigazgatói állást. 1835-ben lipcsei meghívásra elvállalta a Gewandhaus-zenekar vezetését. Itt jól érezte magát, kibontakoztathatta mindazokat az értékeket, amelyeket a zenében fontosnak tartott. A
zenekart Európa egyik vezető együttesévé, Lipcsét nemzetközi rangú zenei központtá fejlesztette. Händel-oratóriumokat, Schumann-szimfóniákat, Beethovent és Schubertet vezényelt. 1829-ben mutatta be a Máté-passiót, amivel elindította Bach németországi reneszánszát.
A zenei utánpótlás biztosítására – kezdeményezésére – 1843-ban megalakult a lipcsei konzervatórium, az első ilyen német intézmény. A lipcsei évek alatt születtek nagyszabású oratóriumai, a Paulus, később az Éliás, és a Szentivánéji álomhoz írt nyitányát kísérőzenével egészítette ki, amelynek hetedik tétele a közismert Nászinduló.
Magánéletében biztos támaszra lelt feleségénél, Cécile Charlotte Sophie Jeanrenaud-nál, akit 1837-ben vett nőül, és aki öt gyermekkel ajándékozta meg. Életét a család és a lipcsei munka töltötte ki. Mindeközben azért utazgatott is, hangversenyeket adott Birminghamben, Frankfurtban és más városokban. A szász király „udvari karmester” címmel tüntette ki, Berlinbe hívták zenei vezetőnek, de Mendelssohn Lipcsében maradt. Írt azért műveket Berlinnek is, elsősorban színpadi zenéket.
Szülei halála (1835, 1843) nagyon megviselte, egyre inkább befelé fordult, elfáradt. Az Éliás bemutatója után még eleget tett egy angliai meghívásnak. 1847 májusában szeretett Fanny nővére is elhunyt, Mendelssohnon erőt vett a teljes depresszió. 1847. november 4-én halt meg többszörös agyvérzés következtében.

## Zenéje
A sorsnak furcsa fintora, hogy – csakúgy, mint az általa újra felfedezett Baché – az ő neve is csaknem feledésbe merült halála után, az életében kiadott 72 és 49 posztumusz műve közül is csak keveset mutattak be. Ehhez a Németországban erősödő antiszemitizmus éppen úgy hozzájárult, mint az az előítélet, amely szerint Mendelssohn muzsikája ugyan szép és elegáns, de „lapos”. Reneszánsza 1959-ben kezdődött, amikor születésének 150. évfordulójáról emlékezett meg a világ.
Mendelssohn zenei stílusa már a szülői házban kialakult. Itt szívta magába a barokk zene iránti szeretetet, a meleg családi szeretet, a tehetség gondtalan kibontakozása tette lehetővé, hogy már igen fiatalon, a legváltozatosabb zenei műfajokban, érett kompozíciókkal jelentkezzék. Már a Szentivánéji álom nyitányában megjelennek egyéniségének legjellemzőbb vonásai, amellyel – Carl Maria von Weber mellett – megalapozta a német zenei romantikát. További romantikus vonásai művészetének a barokk hagyományok tisztelete, az orgonamuzsika és a fúgaszerkezet reneszánsza, az úti élményeiből eredő tájköltészet.

## Művei

### Szimfóniák
- 1. szimfónia (c-moll, op. 11) 1824
- 2. „Dicsőítő ének” szimfónia (B-dúr, op. 52) 1840
- 3. „Skót” szimfónia (a-moll, op. 56) 1842
- 4. „Olasz” szimfónia (A-dúr, op. 90) 1833
- 5. „Reformáció” szimfónia (D-dúr, op. 107) 1832

#### Vonósszimfóniák
- 1. (C-dúr) vonósszimfónia, 1821
- 2. (D-dúr) vonósszimfónia, 1821
- 3. (e-moll) vonósszimfónia, 1821
- 4. (c-moll) vonósszimfónia, 1821
- 5. (B-dúr) vonósszimfónia, 1821
- 6. (Esz-dúr) vonósszimfónia, 1821
- 7. (d-moll) vonósszimfónia, 1822
- 8. (D-dúr) vonósszimfónia, 1822, később fúvósokkal kiegészítve
- 9. (c-moll) vonósszimfónia, 1823
- 10. (h-moll) vonósszimfónia, 1823
- 11. (-dúr) vonósszimfónia, 1823
- 12. (g-moll) vonósszimfónia, 1823
- 13. (c-moll) vonósszimfónia, 1823, töredék (egyetlen tétele maradt fenn)

### Versenyművek
- d-moll hegedűverseny, 1822
- e-moll hegedűverseny (op. 64) 1838/1844
- a-moll zongoraverseny, 1822
- 1. (g-moll) zongoraverseny (op. 25) 1831
- 2. (d-moll) zongoraverseny (op. 40) 1837
- 2 kétzongorás verseny, (E-dúr, Asz-dúr) 1823, 1824
- Kettősverseny hegedűre, zongorára és zenekarra, 1823

### Nyitányok
- C-dúr nyitány fúvós hangszerekre, „Harmoniemusik”, Op. 24, 1824
- C-dúr nyitány, „Trombitanyitány”, Op. 101, 1825
- Szentivánéji álom Op. 21, 1826
- A szép Melusine, Op. 32, 1833
- Hebridák, Op. 26, 1832
- Szélcsend és szerencsés hajózás, Op. 27, 1828/1833/1834
- Ruy Blas, Op. 95, 1839

### Kísérőzenék
- Antigoné Op. 55, 1841
- Szentivánéji álom, Op. 61, 1843
- Athalie, Op. 74, 1843–1845
- Oidipusz Kolónoszban, Op. 93, 1845
- Lorelei, Op. 98, 1845

### Oratóriumok
- Paulus, Op. 36, 1835
- Eliás, Op. 70, 1846
- Krisztus, Op. 97 (töredék), ~1847

### Operák
- A bostoni nagybácsi avagy a két unokaöcs, 1822–1823
- Camacho lakodalma, 1827
- Soldatenliebschaft, 1820
- A két pedagógus, 1821
- Die wandernden Komödianten, 1821
- Hazatérés idegenből, Op. 89, 1829

### Kamarazene
- 7 vonósnégyes (Esz-dúr, 1823, Op. 13, 1827, Op. 12, 1829, Op. 44, No. 1–3 1837/1838, Op. 80, 1847
- Oktett, Op. 20, 1825
- Szonáta hegedűre, Op. 4, 1823, F-dúr, 1838, brácsára 1823/1824, csellóra, Op. 45, 1838, Op. 58, 1842/1843
- 2 zongoratrió (d-moll Op. 49, c-moll Op. 66)
- 3 zongoranégyes (c-moll Op. 1 1822, f-moll Op. 2 1823, h-moll Op. 3, 1825)

### Zongoradarabok
- Karakterdarab, Op. 7, 1827
- Prelúdium és fúga
- Variációk
- 3 szonáta (Op. 105, 1820/1821, Op. 6, 1825, Op. 106, 1827)
- Etűdök
- Capricciók
- Dalok szöveg nélkül, 8 füzet

### Orgonaművek
- d-moll prelúdium, 1820
- D-dúr andante, 1823
- c-moll passacaglia, 1823
- Három prelúdium és fúga, Op. 37, 1836/1837
- Három fúga, 1839
- c-moll prelúdium, 1841
- Hat szonáta, Op. 65, 1844/1845
- Andante con variazioni, Op. 83a, 1844
- B-dúr allegro 1844

### Motetták
- Nunc dimittis, Lord, now lettest thou, Op. 69, Nr.1
- Warum toben die Heiden, 2. Zsoltár, Op. 78, Nr. 1, 1843
- Jauchzet dem Herrn alle Welt, 100. Zsoltár, 1844
- Richte mich, Gott, 43. Zsoltár, Op. 78, Nr. 2, 1844
- Mein Gott, warum hast du mich verlassen?, 22. Zsoltár, Op. 78, Nr. 3, 1844
- Denn er hat seinen Engeln befohlen über dir, 1844
- Zum Abendsegen – Herr, sei gnädig
- Sechs Sprüche zum Kirchenjahr, Op. 79, 1843–1846

### Kantáták
- Christe, Du Lamm Gottes, 1827
- O Haupt voll Blut und Wunden, 1830
- Vom Himmel hoch, 1831
- Wir glauben all, 1831
- Ach Gott vom Himmel sieh darein, 1832
- Die erste Walpurgisnacht, Op. 60
- Festgesang, Op. 68, 1840
- Wer nur den lieben Gott lässt walten, Korálkantáta, 1829

### Kórusok
- Auf Flügeln des Gesanges
- Gruß (Leise zieht durch mein Gemüt)
- Hat dal, Op. 59, 1844

## Hanganyagok
Mendelssohn: e-moll hegedűverseny, 1. tétel

Mendelssohn: e-moll hegedűverseny, 2. tétel

Mendelssohn: e-moll hegedűverseny, 3. tétel